# ديفيد هولمبرغ
ديفيد هولمبرغ (بالإنجليزية: David Holmberg)‏ هو لاعب كرة قاعدة أمريكي، ولد في 19 يوليو 1991 في بورت شارلوت ‏ في الولايات المتحدة.

## وصلات خارجية
- ديفيد هولمبرغ على موقع دوري كرة القاعدة الرئيسي (الإنجليزية)
- ديفيد هولمبرغ على موقعبيزبول رفرنس.كوم (الدوري الرئيسي) (الإنجليزية)
- ديفيد هولمبرغ على موقعبيزبول رفرنس.كوم (الدوري الثانوي) (الإنجليزية)
- ديفيد هولمبرغ على موقع إي إس بي إن.كوم (أم.أل.بي) (الإنجليزية)
- ديفيد هولمبرغ على موقع مشجعي الرسوم البيانية (الإنجليزية)